# Prumnopitys andina
Prumnopitys andina — вид хвойних рослин родини Подокарпових.
Видовий епітет вказує на андське середовище проживання.

## Опис
Це дерево до 15 м у висоту і 100 см діаметром, крона від пірамідальної до кулястої, листя лінійне, серпоподібне, шкірясте, 1–2,5 см завдовжки і 1,5–2 мм завширшки, з сизим смугами по обидва боки від центральної жилки на нижній поверхні. Фрукти — звичайні подокарпові «ягоди», діаметром 10–15 мм.

## Поширення, екологія
Країни поширення: Чилі. У чилійських Андах вид обмежений нижніми частинами долин поблизу великих річок, де часто асоціюється з Austrocedrus chilensis, Cryptocarya alba, Quillaja saponaria та іншими деревами і чагарниками, які утворюють частину склерофільної рослинності. Росте між 200 і 1380 м над рівнем моря.

## Використання
Хоча деревина цінна і традиційно використовувалася для будівництва будинків, мало доказів того, що деревина широко використовується і сьогодні. Соковиті тканини навколо насіння солодкі й плоди збирає для вживання в їжу місцеве населення. Вид може мати лікувальні властивості, оскільки кора, як було виявлено, має анти-грибкові властивості.

## Загрози та охорона
Вид знаходиться під загрозою через відсутність регенерації в ряді груп населення у зв'язку з тим, що сільськогосподарські тварини їдять м'ясисті шишки; це ще більше посилюється затримкою проростання цього виду. У Альто-Біобіо одна популяція різко зменшилася через підпору річки Ріо-Біобіо для гідровузла. Залісення екзотичними соснами в єдиному місці на Берегових Кордильєрах протягом останніх 15 років скоротило субпопуляції на 50 %, ці субпопуляції також страждають від випасу худоби. Вулканічна активність і лавові потоки в Національному Парку Конґвільйо призвели до розчленування субпопуляції: вулкан Льяйма залишається одним з найактивніших вулканів Чилі. Вид зустрічається тільки в трьох природоохоронних територіях (ісп. Parque Nacional Conguillío, P.N. Tolhuaca and Reserva Nacional Ňuble), і в них проживає невелика частка від загальної чисельності населення. Чисельність виду продовжує скорочуватись.